# トマシュ・ペタ
トマシュ・ベルナルド・ペタ（ロシア語: Томаш Бернард Пэта, 英語: Tomasz Bernard Peta;1951年8月20日 - ）は、アスタナの聖マリア大司教区現任のカトリック大司教。2003年5月19日からカザフスタンの司教会議の議長を務めている。ポーランド語、ロシア語、カザフ語を話し、カザフスタンの市民権を持つ。

## 経歴
1976年6月5日、ポーランドグニェズノ司教区で司祭に叙階された。1990年8月21日、北カザフスタン地域の湖畔にあるタインシンスキー地域の平和の元后マリア小教区で働き始めた。1999年8月6日、教皇ヨハネ・パウロ2世は彼をアスタナの使徒座管理者に任命した。2001年3月19日、教皇庁の決定により司教に叙階された。2003年5月17日、教皇はアスタナ使徒座管理区をアスタナの聖マリア大司教区と題する大司教区に引き上げた 。その後の2003年6月16日、アスタナの聖マリア大司教区大司教に任命された 。 2003年5月19日にはカザフスタンの司教会議の議長に選出された。 2008年4月1日、教皇ベネディクト16世は司祭の生活と任務を扱う聖職者省にペタを加えた 。